# 珀豹蛺蝶
珀豹蛺蝶（學名：Boloria pales），又名龍女寶蛺蝶、楊氏淺色小豹蛺蝶、直緣小豹蛺蝶。屬於蛺蝶科的蝴蝶。分布範圍從坎塔布里亞山脈與比利牛斯山脈，經阿爾卑斯山與亞平寧山脈，向東延伸至巴爾幹半島、喀爾巴阡山脈、高加索地區與中亞，一直到中國西部。

## 描述
展翅寬度為 25–30 mm。前翅相對狹長，翅面通常呈橙褐色，帶有由黑色細線與斑點組成的圖案，後翅亦同。有些個體呈現略深或強烈黑化的型態，但較少見。本種後翅腹面特徵明顯，為強烈的鐵鏽紅色，僅有少量不規則的黃斑中斷。
幼蟲體色呈淡或深褐色，背部有一道深色線，旁有淺色斑點。每節背部刺前方有絲絨狀黑點；背部刺為黃白色，側刺偏白，兩者間有黃色小瘤；頭部黑色，有黃褐色眼點；腹足為紅褐色。7月到隔年6月間以堇菜科植物為食。
蛹為灰褐色，帶黑斑。此蝶在分布地多屬常見，尤其是高山型，在當地常見甚至數量豐富。新羽化的雄蝶飛行時呈火紅色，幾乎像斑裳狼蝶
（Melitaea didyma）雄蝶。飛行路線筆直快速，貼地飛翔，頻繁振翅，也喜在溫暖石頭上展翅曬太陽。喜訪各類花卉，特別是菊科與荊芥。北方濕原的arsilache亞種與高山pales亞種的習性在多方面略有不同。

## 生態
成蟲出現於6月至8月，視地區而異，每年一代。
幼蟲以多種低矮植物為食，但偏好堇菜屬植物。

## 辭源
本種命名源自古典傳統，Pales是羅馬神話中掌管牧人與牲畜的神祇。

## 圖庫

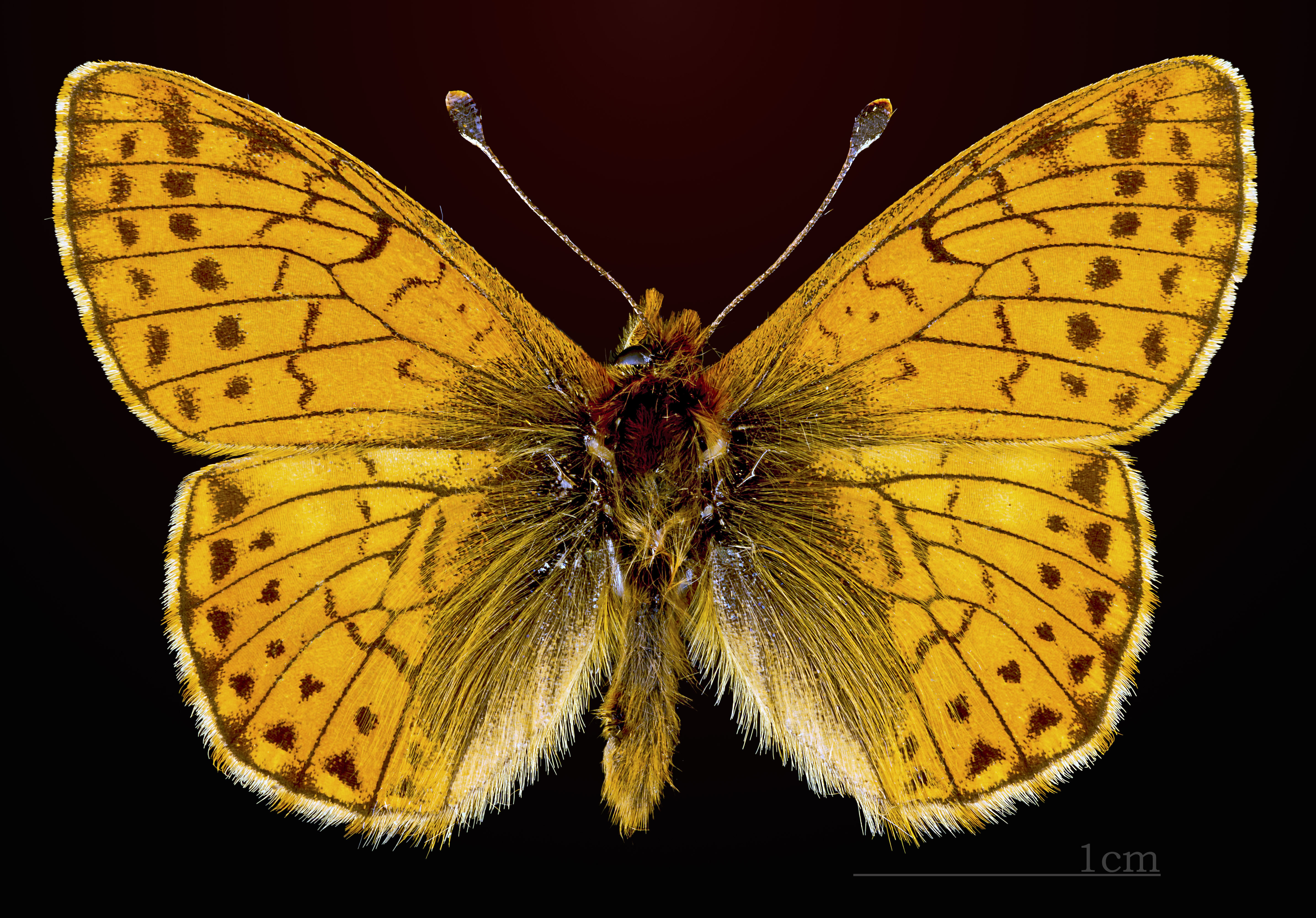
Boloria pales pales
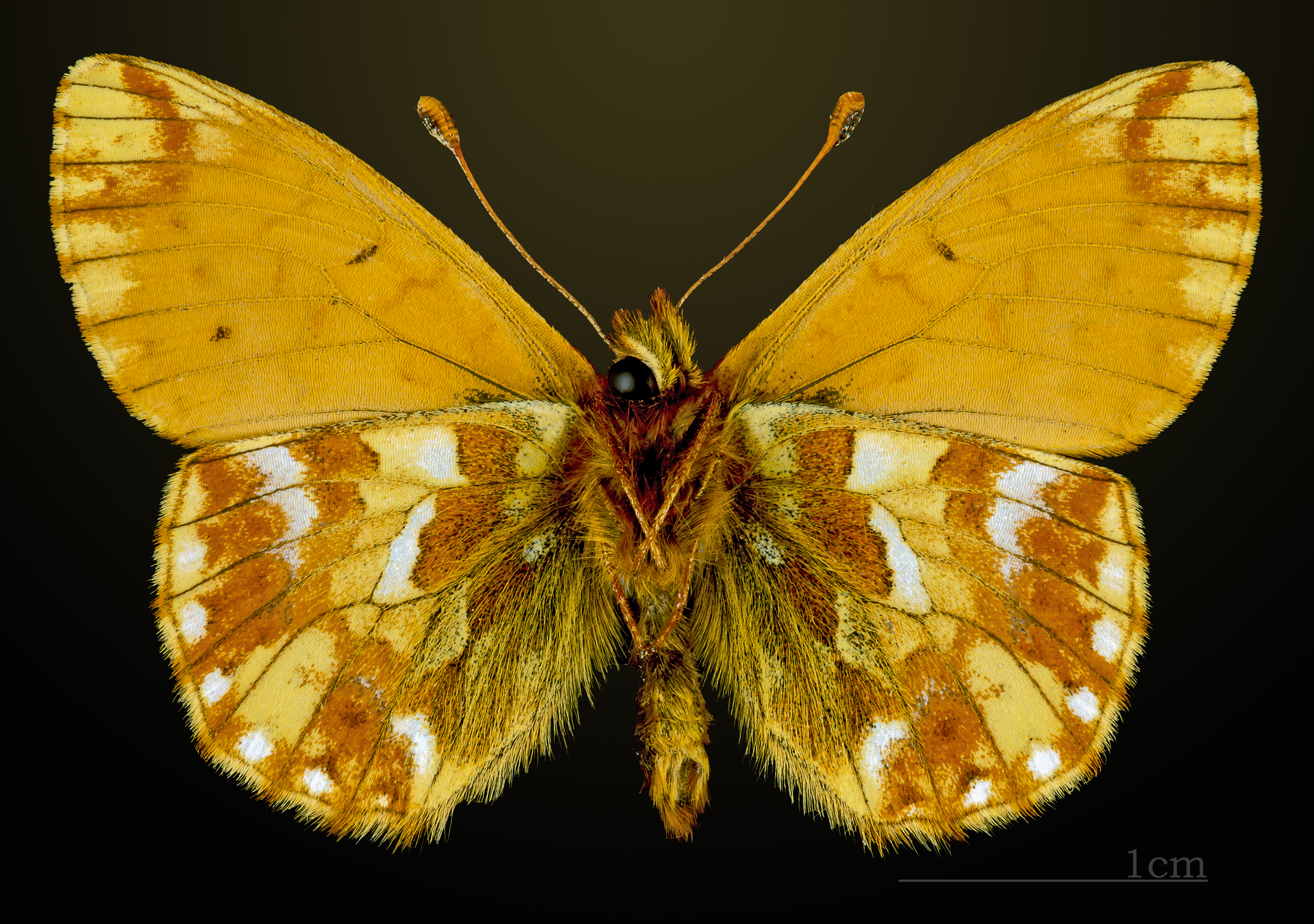
Boloria pales pales 腹面
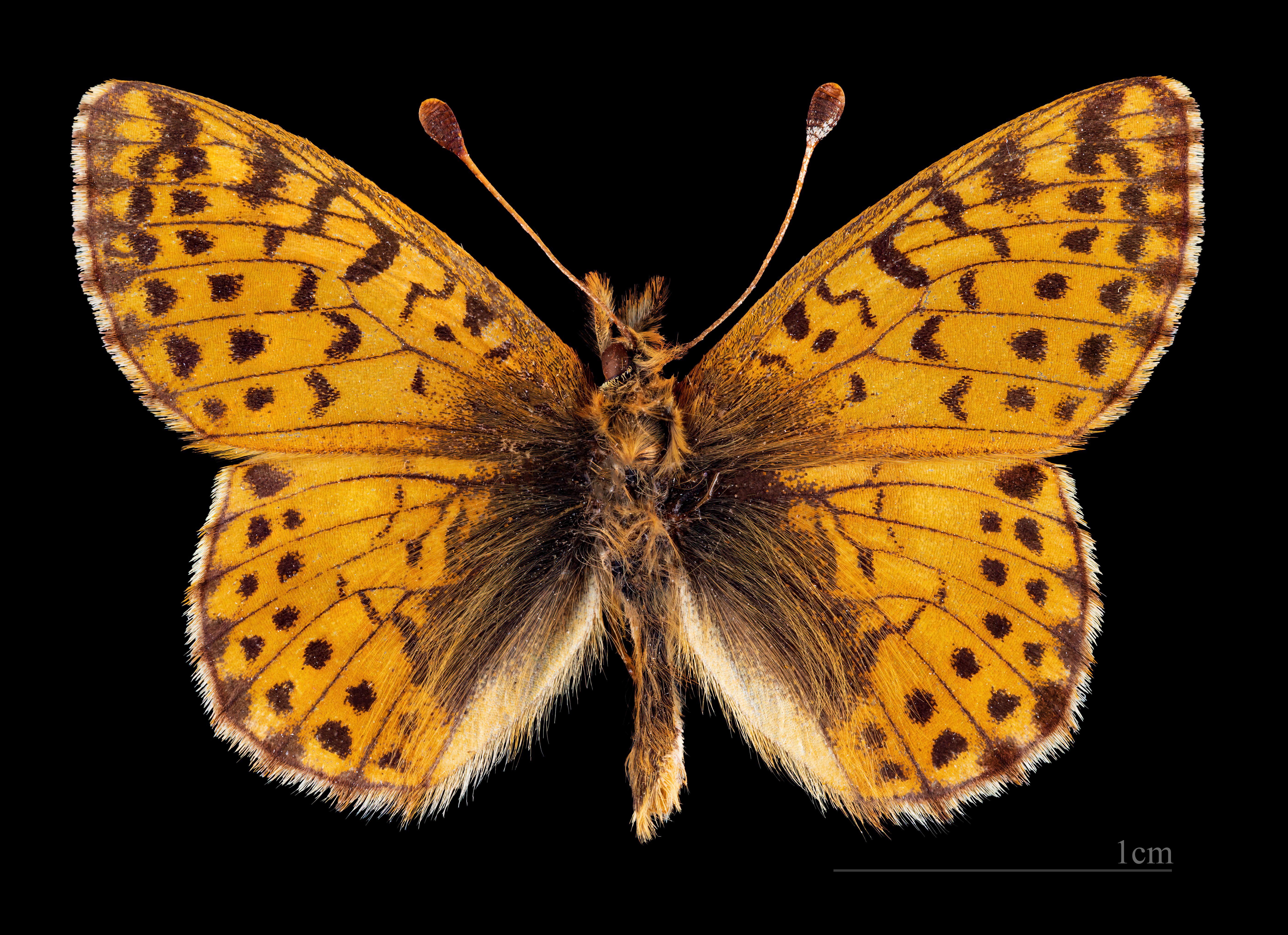
Boloria pales palustris
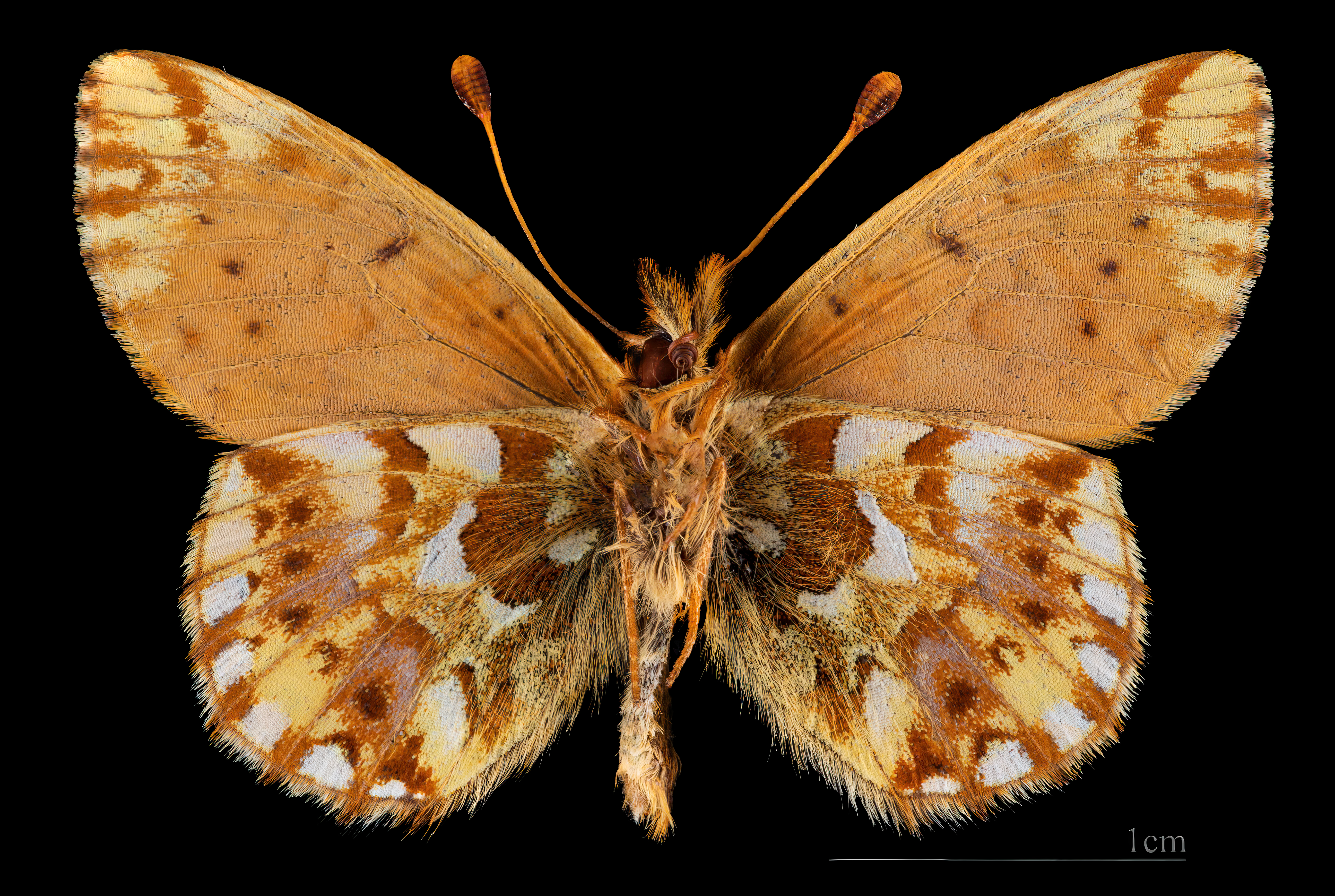
△  Boloria pales palustris
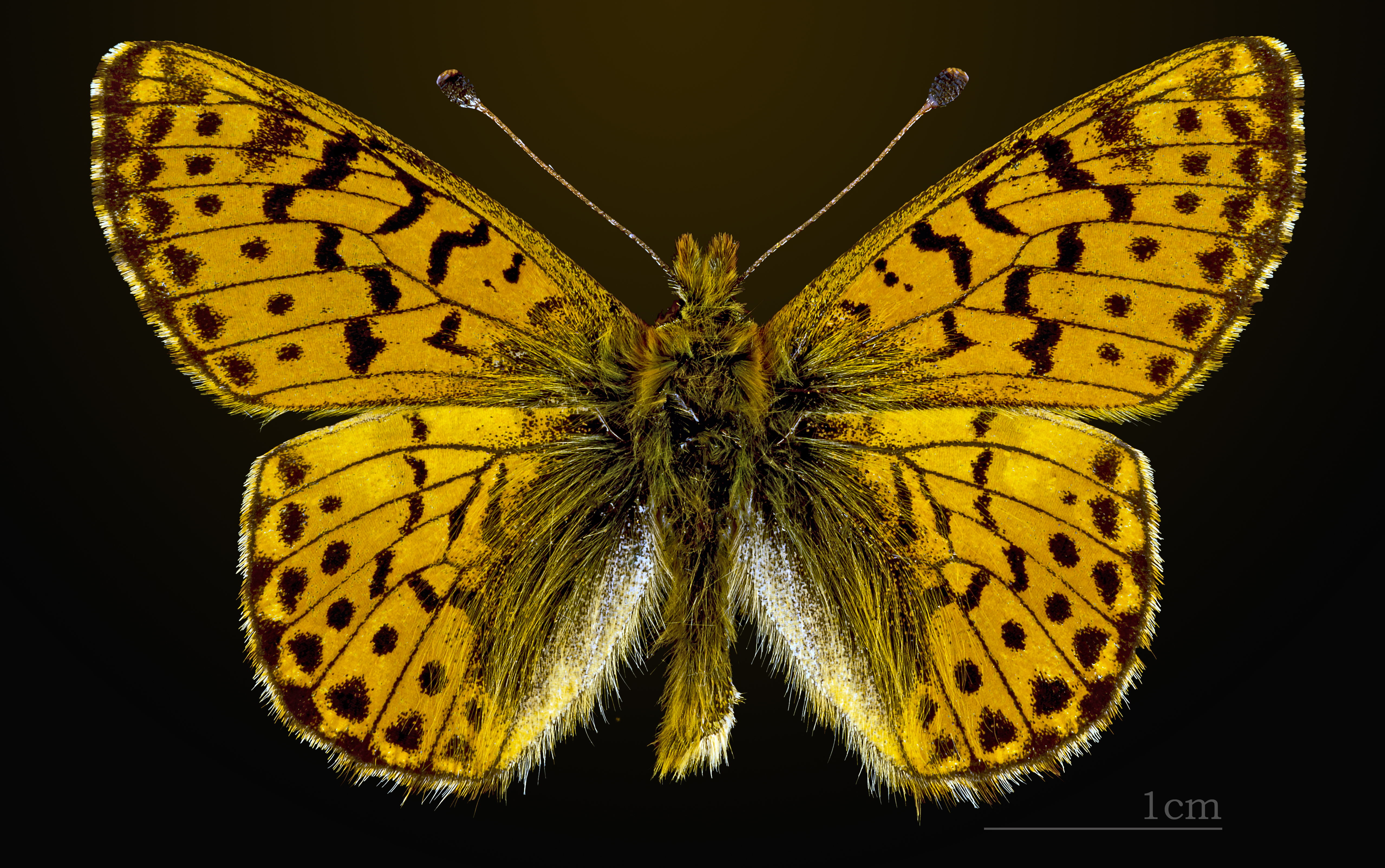
Boloria pales pyrenesmiscens
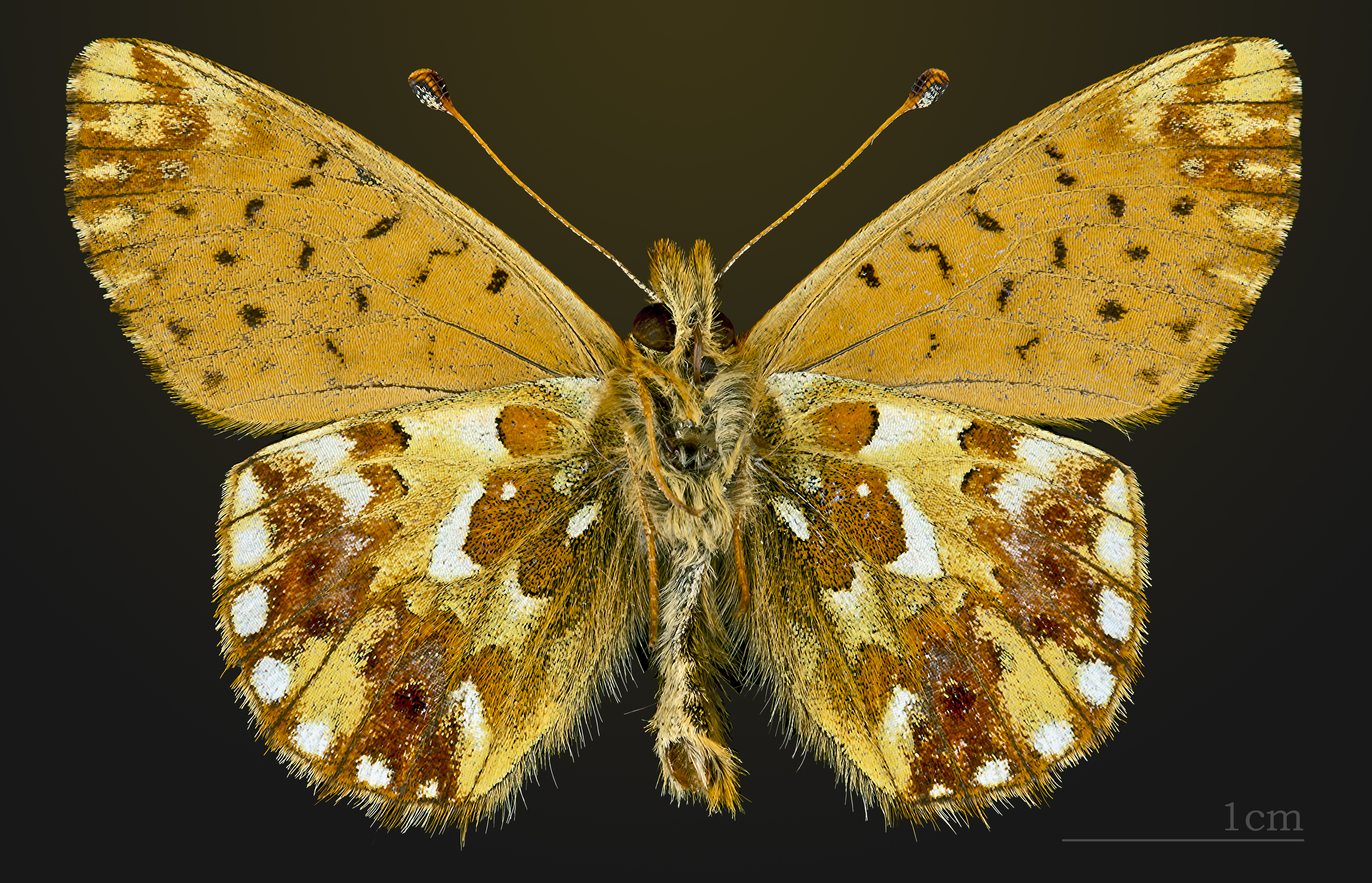
Boloria pales pyrenesmiscens 腹面